# Indigo Shire
Indigo Shire este o regiune administrativă din statul Victoria Australia.
Regiunea Indigo se află amplasată la granița de nord a statului Victoria, la o distanță de ca. 280 km de orașul Melbourne. Ea cuprinde localitățile Barnawatha, Beechworth, Chiltern, Kiewa, Rutherglen, Stanley, Tangambalanga, Wahgunyah și Yackandandah. Centrul  administrativ se află in Beechworth. Ea a fost  unul dintre cele mai mari regiuni în secolul XIX ale căutătorilor de aur din Australia. Azi orașul Beechworth este renumit prin clădirile sale istorice, înconjurat de o regiune rurală, unde predomină viticultura.
1. ↑  Australian Bureau of Statistics, accesat în 5 decembrie 2023